# Construction laser additive directe
 (avril 2016).
Si vous disposez d'ouvrages ou d'articles de référence ou si vous connaissez des sites web de qualité traitant du thème abordé ici, merci de compléter l'article en donnant les références utiles à sa vérifiabilité et en les liant à la section « Notes et références ».
La construction laser additive directe (CLAD) est un procédé d'impression 3D par laser de la SCIC Irepa Laser. Elle fait partie de la catégorie d'imprimante 3D Direct Energie Deposition,,.

## Description du procédé
Le procédé de fabrication directe par laser consiste à fondre des poudres métalliques à l’aide d’un laser et à les déposer couche après couche sur un substrat afin de construire le profil de pièce désiré. On obtient des pièces techniques fonctionnelles, non réalisables avec des machines de production conventionnelles.
Une buse coaxiale spécifique permet de réaliser l’injection homogène de poudres métalliques au travers d’un faisceau laser dont la puissance moyenne peut varier de 50 watts à 6 000 watts. Les poudres sont alors fondues pour réaliser un dépôt homogène et dense sur la surface elle aussi fusionnée. Ce procédé permet de réaliser des dépôts de matière omnidirectionnels. Ces dépôts ou empilements successifs réalisés sont protégés tout au long de la construction par un gaz neutre pour parer aux problèmes d’oxydation. Le rendement de déposition peut dépasser 90 % de la masse de matière injectée sur surface plane.
Cette technique permet de réaliser de larges dépôts de l’ordre de 4 à 5 mm et des dépôts plus fins (500 µm de large). Il n’y a pas de contact entre la buse de fabrication rapide et le substrat, donc pas d’usure.

## Autres avantages
- Procédé économe en énergie
- Utilisation de la juste matière (dépôt de matière là où cela est nécessaire)
- Mélange des poudres pour régler la composition chimique et la nature des matériaux de construction
- Association hybride (pièces + dépôts)

## Intérêt du procédé
Couplé avec un logiciel de CFAO, il est possible de mettre en œuvre ce procédé de fabrication additive à partir de conception en 3D et sur des machines de fabrication 5 axes. Ceci permet aux utilisateurs de travailler directement à partir des définitions numériques pour :
- Réaliser des pièces fonctionnelles simples et/ou complexes
- Rajouter des matériaux ou des géométries sur des pièces existantes (augmentation du potentiel applicatif, fonctionnalisation locale, etc.)
- Réaliser des réparations ou des reconstructions sur des pièces usées ou cassées.

## Prérequis de construction
Le procédé nécessite une plaque support ou un profil initial pour amorcer la construction. Le support pourra être retiré par usinage ou laissé en l’état dans le cas où il s’agit d’une pièce existante sur laquelle un nouveau profil a été construit. Le support peut faire partie intégrante de la pièce finale et donc être considéré comme une fonction du procédé de fabrication. Au contraire du procédé de fusion en bain de poudre, le procédé permet de travailler sur des pièces existantes, sans limites de dimensions, excepté le volume de travail de la machine.

## Dimensions des pièces réalisées
La dimension des pièces réalisées n’est limitée que par la zone de travail de la machine sur laquelle la technologie est installée. Ce procédé est en mesure de réaliser des dépôts de multiples dimensions (300 µm → 5 mm).

## Qualité métallurgique des pièces obtenues
Les structures métallurgiques obtenues sont saines et exemptes de défauts métallurgiques. Par exemple, on distingue par tomographie la présence de rares porosités d’un diamètre inférieur à 40 µm sur un alliage titane. La liaison métallique inter-dépôt est complète et la dilution obtenue est inférieure à 10 % de la hauteur déposée.
Des traitements thermiques peuvent éventuellement être envisagés, mais toujours en fonction du matériau mis en œuvre et des contraintes du cahier des charges, pour adoucir la structure, détendre la pièce et/ou donner une structure isotrope. En effet, lors de la construction de la pièce, le dépôt de couches successives confère à la pièce une structure anisotrope, avec des grains orientés dans la direction de croissance du dépôt.

## Aucun additif ou liant
Il n’est pas nécessaire de réaliser d’infiltration car les pièces obtenues par le procédé de fabrication directe par laser sont denses et composées intégralement du matériau injecté. En effet, contrairement à d’autres procédés de fabrication rapide additifs, le procédé n’utilise aucun additif ni liant.

## Réalisation de pièces multimatériaux
La matière étant acheminée vers le substrat sous forme de poudre métallique, il est évidemment possible, dans la limite où les matériaux mis en œuvre sont métallurgiquement compatibles, de réaliser des constructions multimatériaux (résistance à l’usure, l’abrasion, dissipation calorique, modification locale des propriétés magnétiques…).

## Matériaux utilisés
Tout matériau métallique pouvant être atomisé sous forme de poudres métalliques sphériques peut être injecté vers la partie opérative. Cependant, la granulométrie des poudres employées doit être comprise en moyenne entre :
- 45 et 90 µm pour des constructions inférieures au millimètre
- 50 et 150 µm pour des constructions supérieures au millimètre.

## Opérations de finition
Le Ra moyen sur une pièce brute est compris entre 2 et 4 µm. Les pièces obtenues étant denses, elles peuvent aisément subir une opération de finition (polissage, grenaillage, microbillage, etc.) ou être ré-usinées. La rugosité dépend de la nature du matériau mis en œuvre et de la granulométrie des poudres utilisées.